# Мала Гора (Кочевје)
Мала Гора (словен. Mala Gora) је насељено место у општини Кочевје, регија Југоисточна Словенија, Словенија.

## Историја
До територијалне реорганизације у Словенији била је у саставу старе општине Кочевје.

## Становништво
У попису становништва из 2011. године, Мала Гора је имала 8 становника.
| Број становника према пописима | Број становника према пописима | Број становника према пописима |
| ------------------------------ | ------------------------------ | ------------------------------ |
| 1991                           | 2002                           | 2011                           |
| 5                              | 10                             | 8                              |

## Галерија
- капелица
- огласна табла